# Alina Moine
Alina Daniela Moine (Rosario, 9 de octubre de 1979) es una periodista, presentadora de televisión y modelo argentina. Actualmente trabaja en ESPN, conduciendo SportsCenter.

## Biografía
Inició su carrera en 1995 participando en el videoclip Fiesta de la banda Vilma Palma e Vampiros. Posteriormente, en 2004, se integró al canal Fox Sports, en el cual trabajó hasta 2019 en diferentes programas de la cadena, y desde 2020 trabaja en ESPN, cadena en la que presenta el programa SportsCenter.
Ha sido parte de sesiones fotográficas organizadas por la marca de ropa interior Selú.

## Televisión
| Año                 | Programa                   | Canal                           |
| ------------------- | -------------------------- | ------------------------------- |
| 2000-2001           | TVI                        | Telefe Rosario                  |
| 2004                | América al día             | Fox Sports                      |
| 2004-2016 2019-2020 | Central Fox                | Fox Sports                      |
| 2008-2009           | Fox Sports 360             | Fox Sports                      |
| 2009                | Rally Dakar                | Fox Sports                      |
| 2010                | Tití & Benedetto           | Fox Sports                      |
| 2013-2015           | Fútbol permitido           | Televisión Pública              |
| 2014-2015           | Mundo Leo                  | DeporTV                         |
| 2016                | Showmatch                  | El Trece                        |
| 2016                | Fox Olímpico               | Fox Sports                      |
| 2016                | Río 2016                   | Fox Sports                      |
| 2016-2018           | Agenda Fox Sports          | Fox Sports                      |
| 2018                | El Host                    | Fox Channel                     |
| 2018                | Copa CONMEBOL Libertadores | Fox Sports - Fox Sports Premium |
| 2018                | La fiesta de River         | Fox Sports - Fox Sports Premium |
| 2020-presente       | SportsCenter AM            | ESPN - ESPN 2 - Star+           |
| 2021-presente       | SportsCenter @ Night       | ESPN - ESPN 2 - Star+           |

## Videoclips
| Año  | Título | Intérprete             |
| ---- | ------ | ---------------------- |
| 1995 | Taxi   | Vilma Palma e Vampiros |